# Easterton of Roseisle

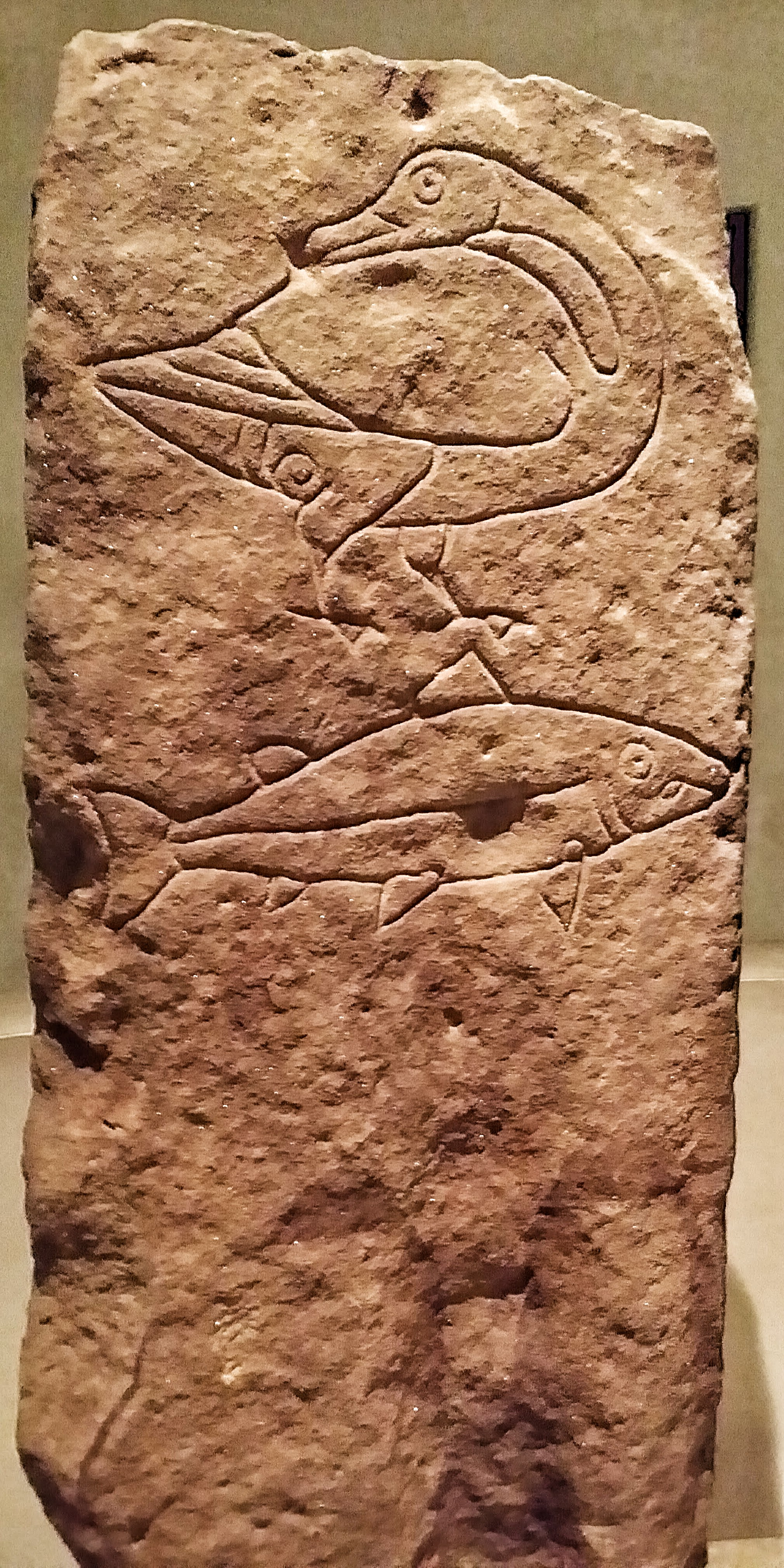
Easterton of Roseisle

Der Piktische Symbolstein von Easterton of Roseisle (auch Goose Utone, oder Uasterton Cist Grave genannt) in Moray in Schottland ist ein Class I Symbolstein (englisch Pictish stone oder Sculptured Stone). Er befindet sich heute im National Museum Scotland in Edinburgh. Robert Baron Kerr Stevenson (1913–1992) datierte die frühere Seite auf etwa 700 n. Chr. und die andere auf etwa eine Generation später.
Die rechteckige Sandsteinplatte wurde im Jahr 1894 beim Pflügen entdeckt und ausgegraben. Sie bildete die Westseite einer unregelmäßig geformten Steinkiste, bei deren Bau sie sekundär verwendet worden ist, da auch die dem Erdreich zugewandte äußere Seite mit piktischen Symbolen versehen ist. Die äußere Seite zeigt u. a. einen großen Halbmond und V-Stab sowie Spiegel und Kamm. Die Frontseite zeigt oben eine Gans mit rückwärts gewandtem Kopf und darunter einen Fisch. Die Gans ist ein seltenes piktisches Designs, wahrscheinlich aus dem 5. oder 6. Jahrhundert. Die Steinkiste hat einer Innenlänge von 1,25 m und eine Breite von 45 cm bestand aus großen etwa 3,0 cm starken Platten, von denen eine 0,6 m breit und über 0,9 m hoch und war. Die anderen Seiten waren etwa 0,6 m niedriger. Sie war mit 10 bis 15 cm langen Steine gepflastert. Es wurde keine Deckplatte gefunden, aber ein Jahre war von der Stelle vor der Entdeckung ein großer Stein entfernt worden. Außerdem gab es etwa ein Dutzend ovale oder runde weiße Strandsteine und zwei weitere mit Gebrauchsspuren.
Es gab an beiden Enden der Kiste Schädel sowie zwei Flecken schwarzer Asche.
In der Nähe liegen Sculptor’s Cave (die Höhle des Bildhauers) und Burghead Fort mit einer piktischen Stierdarstellung.